# Јожеф Ц. Добош
Јожеф Карл Добош (мађ. József Carl Dobos; Пешта, 18. јануар 1847 — Будимпешта, 10. октобар 1924) био је мађарски посластичар, главни кувар и писац.

## Биографија
Рођен је у римокатоличкој, малограђанској породици кувара у Пешти. Његов отац Андраш, био је кувар, а мајка Розалија Гогола.  Студирао је са оцем, а потом и са породицом Андраши. 1878. отворио је своју посластичарницу у Будимпешти, где је продавао и своја домаћа јела. Направио га је 1884. и представио торту на изложби 1885., која је од тада постала позната широм света. Узгред, водио је отмен ресторан на изложби, по веома скупим ценама. Међу намирницама изложио је и своје конзервисане намирнице: шпаргле, грашак, тартуфе и балатонски смуђ, као и сирће Токаји и сирће од дивљачи.
Био је и писац. Једно од његових најпознатијих дела објављено је 1881. под насловом Мађарско-француски кувар и веран је одраз свог времена. Француски језик је до сржи: начин на који се храна кува на пари, употреба великог броја поврћа, начин припреме и сервирања итд. показују и ово. Јела су наведена на оба језика, па је пракса да се набрајају роладе, котлети, антрекоти, помфрити, сосови и сл., постали су уобичајени изрази. Деликатеса Јожефа Добоша налазила се у улици Кечкеметија 12 у Будимпешти, у двоспратној згради; Пространи стан Јожефа Добоша био је на спрату, а његова радња у приземљу. Поред Добошеве деликатесе налази се и сада већ нефункционална палата Чеконић, која се налазила у улици Кечкемет број 10.
Имао је и павиљон на изложби 1896. Одустао је од посла 1906. Већину свог богатства уложио је у ратне зајмове и тако умро сиромашан. Уживао је поштовање јавности због свог образовања и имао је много познатих пријатеља. Имао је богату библиотеку.

## Добош торта
Његова чувена торта - Добош торта - настала је 1885. Представио га је на Државној изложби, одушевивши гурмане и посластичаре Будимпеште. И чоколадни путер крем и тесто били су Добошов изум. По предању, слатки путер крем настао је грешком дечака који је мекао путер, који је уместо соли у посуду за мешање ставио шећер. Своје чувено дело посластичар је створио од „поквареног” путера. Чак је и победио Жербоа тако што је први употребио путер за прављење торте. Многи су безуспешно покушавали да га опонашају, све док он коначно није предао оригинални рецепт Одбору за индустрију 1906.